# Токуші
Токуші́ (каз. Тоқыш) — село у складі Аккайинського району Північноказахстанської області Казахстану. Адміністративний центр Токушинського сільського округу.
Населення — 1634 особи (2021; 2066 у 2009, 2586 у 1999, 2897 у 1989).
Національний склад станом на 1989 рік:
- росіяни — 62 %.